# 兵庫県立明石清水高等学校
兵庫県立明石清水高等学校（ひょうごけんりつ あかししみずこうとうがっこう）は、兵庫県明石市魚住町清水にある公立高等学校。
略称は「清水」（しみず）や「清水高校」（しみずこうこう）。入試時等において「明清」（めいせい）と呼称されることもある。

## 概要
- 総合選抜制導入後に設立された市内で2番目に新しい県立高校で、自然にも恵まれた学校である。
- 開校6年後に、医・薬・農・理・工学方面へ進学を目指す自然科学系の理数コース（現「科学と人間コース」）を設置する。
- 生徒自らの手で作り上げる清湧祭（文化祭）は、かなりの盛り上がりを見せる。
- 毎年9月に行われる陸上競技大会は、明石陸上競技場で行われ、秋の行事として盛り上がりを見せる。
- 平成21年度に創立30周年記念式典が挙行され、22年度には当校敷地内に同窓会館が完成した。
- 平成24年度に開講した[人と環境類型](特色選抜)では、[くらしと環境][こころと環境][人とスポーツ][発達と保育]といった特色ある授業がなされている。
- 学校内は全面禁煙である。したがって教員は職員室でも煙草を吸う事はできない。
- 上記の為、喫煙することができないので教員は学校の敷地の外に喫煙スペースを作っている。

## 通学
大部分の生徒は自転車を利用し通学しているが、公共機関を利用し通学する生徒もいる。

## 設置学科
- 全日制課程　普通科　人と環境類型（特色選抜）
- 全日制課程　普通科（一般入試）

※1年次は全員共通の教科を履修し、2年次にそれぞれの進路に合わせてクラス分けが行われる。理系(主に国公立・私立理系を目指す)クラス、文A(主に国公立文系を目指す)クラス、文B(主に私立文系を目指し、あらゆる進路に対応する)クラスに分かれる。

## 教育目標
一人ひとりの自己表現を実現し、「知」「徳」「体」の調和のとれた明るく、さわやかで、活力のある生徒の育成。

## 部活動
運動部
- バスケットボール（男子・女子）
- バレーボール（男子・女子）
- 卓球部
- ハンドボール部（男子・女子）
- ソフトテニス部
- 野球部
- 柔道部
- サッカー部
- 陸上競技部
- ラグビー部
- テニス部（男）
- 水泳部
- 剣道部
- 女子ソフトボール部
- ダンス

文化部
- 放送部
- ボランティア部
- 音楽部
- 美術部
- 演劇部
- コンピュータ部
- ESS部
- 茶道部
- 写真部
- 自然科学部
- 書道部
- 家庭科部
- 文芸部
- 華道部

## 沿革
- 1980年（昭和55年）4月1日 - 兵庫県立明石清水高等学校が開校
- 1986年（昭和61年）4月8日 - 理数コースを設置する
- 2003年（平成15年）4月1日 - 「理数コース」から「科学と人間コース」へ
- 2008年（平成20年） - 複数志願制を開始する
- 2009年（平成21年）11月21日-　創立30周年記念式典が挙行される
- 2010年（平成22年） - 同窓会館完成
- 2019年 (令和元年) 11月2日- 創立40周年記念式典が挙行される

## 行事
- 4月 入学式、遠足
- 6月 清湧祭（文化祭）
- 7月 球技大会
- 8月 3年校外学習会
- 9月 陸上競技大会
- 11月 芸術鑑賞会
- 1月 修学旅行
- 2月 卒業式
- 3月 球技大会

## 制服
1997年に制服が全面的に変更された。新制服はデザインと機能性を考慮に入れたものになっている。

## 進路
関西圏に止まらず、理系は有名国立、私立に進む。文系クラスも近年健闘しており、有名私立大学進学者が、以前より伸びてきた傾向がうかがえる。

## 卒業生
- 近藤洋至（ラグビー選手、元神戸製鋼コベルコスティーラーズ所属。）
- 笹木彰人（映画監督、俳優、ティー・アーティスト所属。）
- 高島卓久馬（プロラグビー選手、元宗像サニックスブルース、元近鉄ライナーズ所属。）

## 交通アクセス
- JR山陽本線（JR神戸線） 魚住駅からTacoバス10番ルート 青葉台経由守池住宅方面行きに乗車　「守池住宅」下車すぐ
- JR山陽本線（JR神戸線） 魚住駅下車 北へ徒歩約20分